# مجلس نواب داكوتا الجنوبية
مجلس نواب داكوتا الجنوبية (بالإنجليزية: South Dakota House of Representatives)‏ هو مجلس النواب التشريعي لولاية داكوتا الجنوبية الأمريكية، يقع المقر الرئيسي له في بيير، وهو المجلس الأدنى في هيئة داكوتا الجنوبية التشريعية.

## طالع أيضًا
- هيئة داكوتا الجنوبية التشريعية